# Młodzieżowy Puchar Europy w Lekkoatletyce 1994
2. Młodzieżowy Puchar Europy w Lekkoatletyce - drużynowe zawody lekkoatletyczne dla sportowców do lat 22 zorganizowane przez European Athletic Association w roku 1994. Zawodnicy rywalizowali w dywizji A w Ostrawie oraz w dywizji B w Lillehammer.

## Rezultaty

### Dywizja A

#### Wyniki punktowe

##### Mężczyźni
| Pozycja | Reprezentacja   | Punkty |
| ------- | --------------- | ------ |
| 1       | Niemcy          | 104    |
| 2       | Włochy          | 100    |
| 2       | Rosja           | 100    |
| 4       | Francja         | 91     |
| 5       | Wielka Brytania | 85     |
| 6       | Grecja          | 75     |
| 7       | Hiszpania       | 67     |
| 8       | Czechy          | 55     |

##### Kobiety
| Pozycja | Reprezentacja   | Punkty |
| ------- | --------------- | ------ |
| 1       | Rosja           | 108    |
| 2       | Niemcy          | 91     |
| 3       | Rumunia         | 82     |
| 4       | Czechy          | 65     |
| 5       | Wielka Brytania | 62     |
| 6       | Włochy          | 61     |
| 7       | Finlandia       | 58     |
| 8       | Bułgaria        | 47     |

### Dywizja B

#### Wyniki punktowe

##### Mężczyźni
| Pozycja | Reprezentacja | Punkty |
| ------- | ------------- | ------ |
| 1       | Polska        | 100,5  |
| 2       | Ukraina       | 91     |
| 3       | Finlandia     | 86,5   |
| 4       | Norwegia      | 83     |
| 5       | Węgry         | 80     |
| 6       | Cypr          | 44     |
| 7       | Austria       | 40     |
| 8       | Bułgaria      | DNS    |

##### Kobiety
| Pozycja | Reprezentacja | Punkty |
| ------- | ------------- | ------ |
| 1       | Ukraina       | 105    |
| 2       | Francja       | 103    |
| 3       | Polska        | 83     |
| 4       | Węgry         | 68     |
| 5       | Grecja        | 63     |
| 6       | Hiszpania     | 61     |
| 7       | Norwegia      | 48     |
| 8       | Holandia      | 45     |